# Motor de arranque

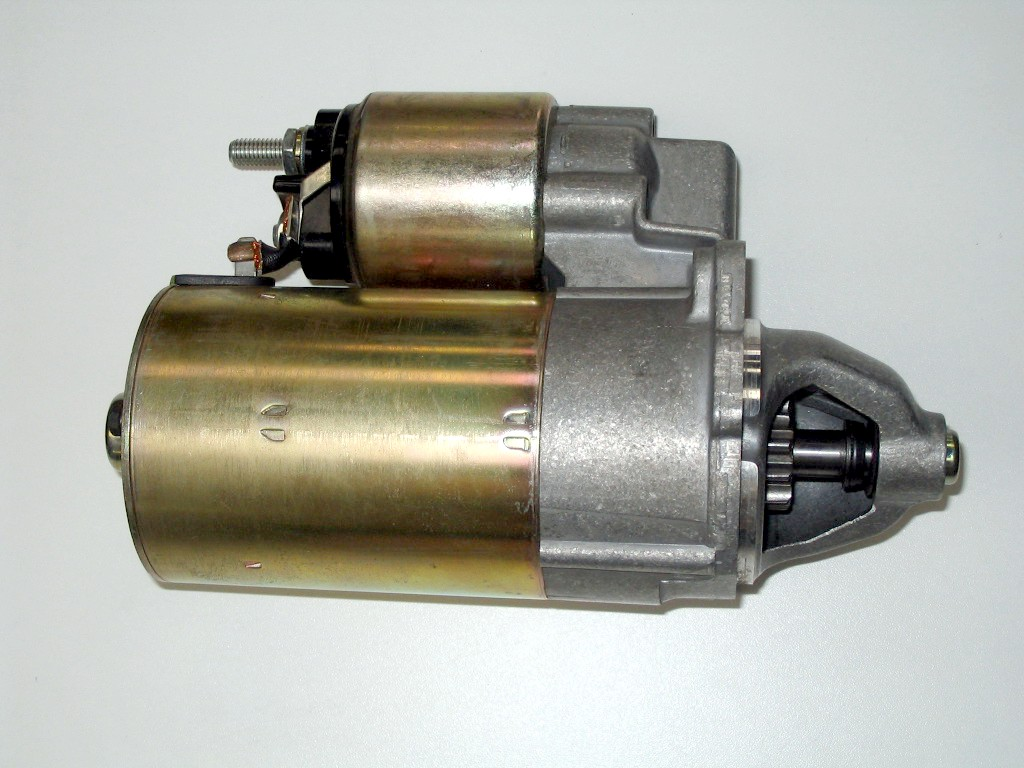
Motor de arranque eléctrico.

Un motor de arranque, denominado burro de arranque en algunas partes de Hispanoamérica, es un dispositivo que se utiliza para girar un motor de combustión interna para iniciar el funcionamiento de éste por su propia potencia. Los motores de arranque pueden ser eléctricos, neumáticos, hidráulicos, o ser de combustión interna de pequeño tamaño para, por ejemplo, motores muy grandes, o motores diésel en maquinaria agrícola o de excavación.
Los motores de combustión interna son sistemas de retroalimentación que, una vez arrancados, dependen de la inercia de cada ciclo para iniciar el siguiente. En un motor de cuatro tiempos, la tercera carrera libera energía del combustible, impulsando la cuarta carrera (escape) y también las dos primeras (admisión, compresión) del ciclo siguiente, además de impulsar la carga externa al motor. Para iniciar el primer ciclo al comienzo de una sesión en particular, las dos primeras carreras deben ser alimentadas de alguna otra manera que no sea el motor mismo. El motor de arranque se utiliza para este propósito y ya no es necesario una vez que el motor comienza a funcionar y su circuito de retroalimentación se convierte  autosuficiente.

## Motor de arranque eléctrico

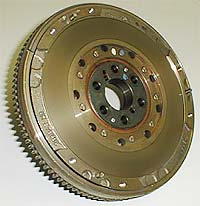
Volante de inercia con corona de arranque insertada en el mismo.

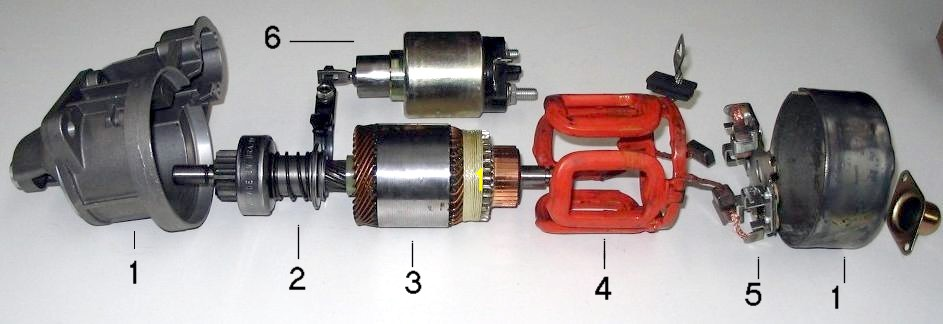
Despiece del motor de arranque: 1) Tapas delantera y trasero de apoyo del inducido y de sujeción al bloque motor. 2) Sistema de piñón de engrane deslizante con rueda libre y palanca de acople. 3) Inducido o rotor. 4) Devanados inductores de excitación para las masas polares. 5) Placa portaescobillas. 6) Relé de doble función, conexionado de corriente y desplazamiento del piñón de engrane.

Un motor de arranque eléctrico es un motor eléctrico alimentado con corriente continua con imanes de tamaño reducido y que se emplea para facilitar el encendido de los motores de combustión interna, para vencer la resistencia inicial de los componentes cinemáticos del motor al arrancar. Suele tener 2 CV de potencia, 12 V y entre 120 y 200 A.
El sistema de arranque está constituido por el motor de encendido, el interruptor, el acumulador, y el cableado. El motor de arranque es activado con la energía del acumulador cuando se gira la llave de puesta en marcha, cerrando el circuito y haciendo que el motor gire. El motor de arranque conecta con el cigüeñal del motor de combustión por un piñón conocido como piñón de ataque, de pocos dientes y con una corona dentada reductora que lleva incorporada el volante de inercia del motor térmico. Cuando el volante gira más rápidamente que el piñón, el piñón se desacopla del motor de arranque mediante rueda libre que lo desengrana, evitando daños por exceso de revoluciones.
En el caso de los automóviles, el motor de arranque se desacopla mediante una palanca activada por un solenoide (un electroimán) que está sujeto al cuerpo del motor de arranque. En otros casos (motocicleta y aviación ligera) el relé va montado separado y sólo alimenta la corriente; el acople/desacople del piñón de ataque se realiza por inercia y rueda libre, con un estriado en espiral. Cuando arranca el motor térmico la diferencia de velocidades expulsa al piñón hacia atrás.
En los motores grandes (vehículos industriales, etc) el piñón se desplaza junto con el inducido o rotor, por medios electromagnético. En un inicio engrana mediante una alimentación en paralelo de las bobinas inductoras. Cuando se acopla la fuerza se incrementa porque se alimenta con una bobina inductora en serie. El proceso termina cuando se corta la alimentación al relé, que también está integrado con el motor de arranque.